# Duizend-boeddha's-berg

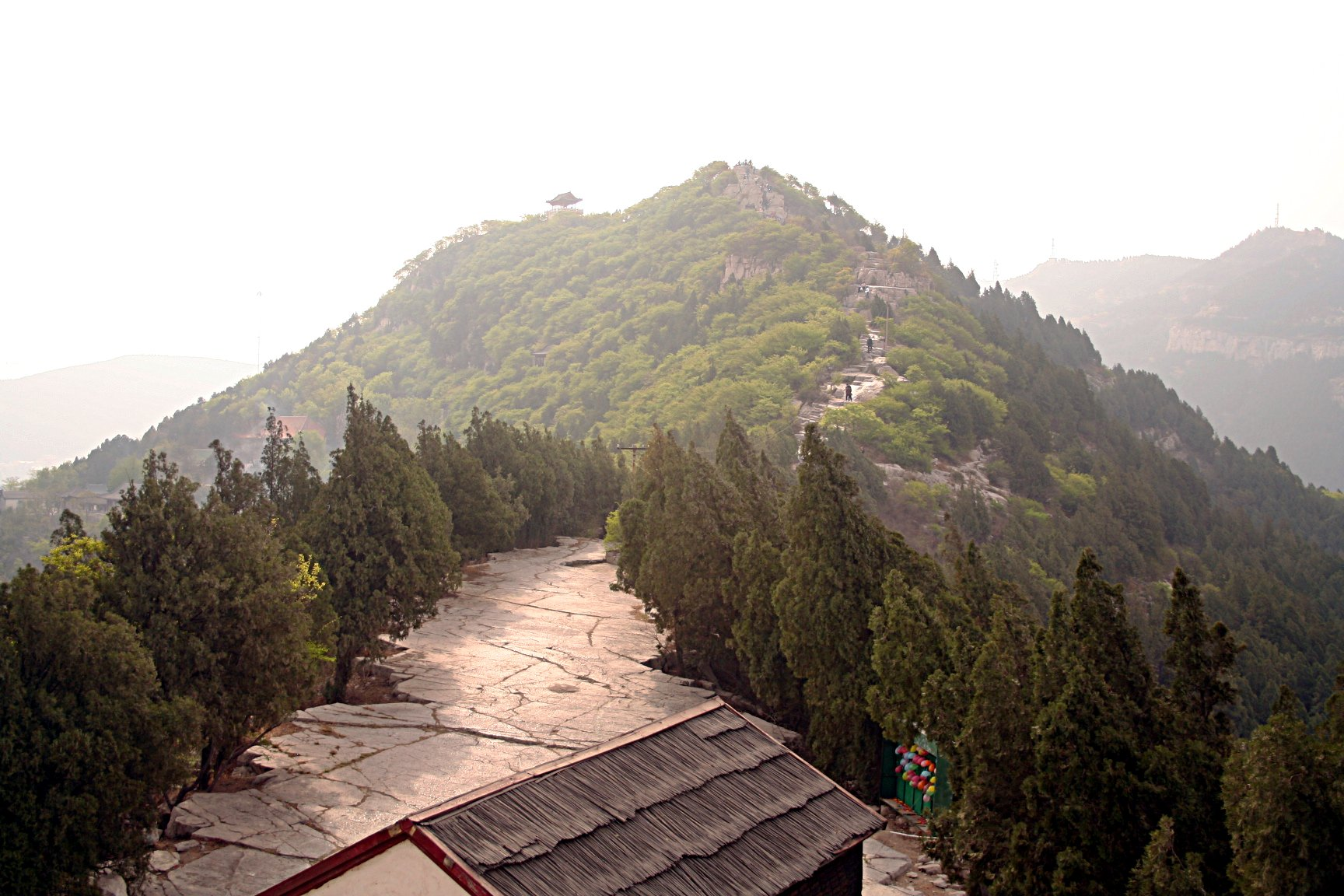
Zicht vanaf de berg in het westen van het park

De Duizend-boeddha's-berg of Qianfo Shan is een berg in het zuidwesten van de stad Jinan, de hoofdstad van de Chinese provincie Shandong. De berg is beroemd door de Xingguochantempel en de vele boeddhabeelden die in steen zijn uitgehouwen. De oudste dateren uit de Sui-dynastie (581-618).
Sinds 1959 is de plaats een openbaar park. Aan de oostelijke zijde van het park bevindt zich een begraafplaats die de gevallenen van de Xinhai Revolution van 1911 eert. Aan de noordoostelijke kant van het park staat het Shandong Provincial Museum, en de Jinan Botanical Garden ligt ten westen van het park.

## Xingguochantempel
De Xingguochantempel (兴国禅寺) werd gebouwd tijdens de regeerperiode van keizer Taizong van de Tang-dynastie. Hij was bedoeld als een uitbreiding van de Qianfotempel uit de Sui-dynastie. Tijdens de Song-dynastie werd hij vergroot, maar de tempel werd later tijdens een oorlog vernietigd. In 1468, tijdens de Ming-dynastie, werd hij herbouwd. De Guanyinhal, de Foyehal en de duizend boeddhabeelden werden tijdens de Qing-dynastie gebouwd.